# Suicidio por policía
El suicidio por policía, también conocido como suicidio policial, suicidio por policía interpuesto, o suicidio asistido por policía es un método de suicidio en el que un individuo suicida se comporta deliberadamente de manera amenazante, con la intención de provocar una respuesta letal de un oficial de seguridad pública o de las fuerzas del orden para acabar con su propia vida.

## Descripción general
Hay dos categorías amplias de "suicidio por policía":
- La primera es cuando alguien ha cometido un delito y es perseguido por la policía y decide que prefiere morir antes que ser arrestado. Es posible que estas personas no sean suicidas, sino que simplemente decidan que no vale la pena vivir si estarán encarcelados y, por lo tanto, prefieren que la policía los mate.
- La segunda versión involucra a personas que ya sufren de tendencias suicidas y que deciden provocar a las autoridades para que los maten. Estas personas pueden cometer un delito con la sola intención de provocar una respuesta policial.

La idea de suicidarse de esta manera se basa en procedimientos capacitados de los agentes del orden, específicamente en la política sobre el uso de fuerza letal. En jurisdicciones donde los funcionarios son fácilmente capaces de usar fuerza letal, a menudo al estar equipados con armas de fuego, generalmente hay circunstancias determinadas en las que, de manera predecible, usarán fuerza letal contra una amenaza a ellos mismos o a otros. Esta forma de suicidio funciona explotando esta reacción entrenada. El escenario más común es apuntar con un arma de fuego a un oficial de policía o a una persona inocente, lo que se esperaría que provocara que un oficial les disparara. Existen muchas variantes: por ejemplo, atacar con un cuchillo u otra arma de mano, intentar atropellar a un oficial u otra persona con un automóvil, o intentar activar un artefacto explosivo real o presunto.
Este concepto depende del estado mental de la persona y de su deseo de poner fin a su propia vida, lo que puede ser difícil de determinar post mortem. Algunos casos son obvios, como apuntar a los oficiales con un arma descargada o que no funciona, como una de juguete, de aire comprimido, o de airsoft. Algunos anuncian descaradamente su intención de morir antes de actuar. Algunos sujetos con el deseo de morir disparan munición real e incluso matan a personas antes de ser abatidos por policías, un fenómeno común entre asesino itinerantes, como los ataques escolares en China y Estados Unidos. 
Muchos programas de capacitación para el cumplimiento de la ley han agregado secciones para abordar específicamente el manejo de estas situaciones si los agentes sospechan que el sujeto está intentando incitarlos a usar fuerza letal.

## Ejemplos notables
- Durante la Masacre de Aramoana en Nueva Zelanda en 1990, donde murieron 13 personas y otros 3 fueron heridos, el perpetrador les gritó "¡Mátame! ¡Joder, Mátenme, bastardos!" a miembros del Esquadrón Antiterrorista, tras lo cual fue baleado, Murió más tarde en un hospital.[3]
- En 2008, un niño de 15 años en Victoria se robó dos cuchillos de una tienda y amenazó a varias personas, obligándolas a llamar a la policía. Al llegar, intentaron desarmarlo con gas lacrimógeno antes de dispararle diez veces, impactádolo cinco veces.[4]
- El criminal organizado chileno Italo Nolli, quien había pasado varios años en prisión por porte ilegal de armas, asesinó a dos detectives en 2011 antes de escaparse en auto y dispararle decenas de veces a policías y ciudadanos, terminando al ser baleado dos veces. De acuerdo a su hijo, prefería morir antes de volver a la cárcel y veía ser matado por fuerzas policiales como algo "dignificante".[5]
- En 2018, la actriz estadounidense Vanessa Marquez les apuntó a policías con una supuesta arma de fuego, gritándole a los policías que la maten. Tras ser disparada, oficiales encontraron que era una arma de airsoft.